# Susannah Scaroni
Susannah Scaroni (Burns, 16 maggio 1991) è un'atleta paralimpica statunitense specializzata nelle gare di mezzofondo e maratona e classificata T54 a causa di una lesione alla colonna vertebrale all'altezza della vertebra T12 provocata da un incidente stradale all'età di sei anni.

## Biografia
Nel 2012 prende parte ai Giochi paralimpici di Londra, dove si classifica ottava nella maratona T54. Nel 2015 è quinta alla maratona di Londra, gara valida per l'assegnazione del titolo di campionessa mondiale T54; lo stesso anno partecipa ai campionati del mondo paralimpici di Doha, dove si classifica sesta negli 800 e 1500 metri piani T54, fermandosi invece alle batterie di qualificazione dei 5000 metri piani T54.
Nel 2016 torna a gareggiare ai Giochi paralimpici di Rio de Janeiro, classificandosi settima della maratona T54 e senza riuscire a superare le batterie di qualificazione degli 800 metri piani T54. L'anno successivo è sesta negli 800 e 5000 metri piani T54 ai campionati mondiali paralimpici di Londra 2017.
Nel 2019, dopo aver segnato il record nazionale statunitense della maratona T54 a Duluth con il tempo di 1h30'42", partecipa ai campionati mondiali paralimpici di Dubai, dove conquista la medaglia di bronzo negli 800 e 5000 metri piani T54 e la sesta e la quarta posizione in classifica rispettivamente nei 400 e nei 1500 metri piani T54.
Nel 2021 rappresenta gli Stati Uniti ai Giochi paralimpici di Tokyo, dove conquista la medaglia d'oro e il record paralimpico con 10'52"57 nei 5000 metri piani T54, la medaglia di bronzo negli 800 metri piani T54 , la sesta posizione in classifica nella maratona T54 e il nono posto nei 1500 metri piani T54.
Ai campionati mondiali paralimpici di Parigi 2023 è medaglia di bronzo nei 5000 metri piani T54. Nel 2024, dopo aver fatto registrare il nuovo record mondiale paralimpico dei 5000 metri piani T54 in un meeting a Nottwil con il tempo di 10'25"00, prende parte ai Giochi paralimpici di Parigi, conquistando la medaglia d'argento nei 5000 metri piani T54 e tre medaglie di bronzo negli 800 e 1500 metri piani T54 e nella maratona T54.

## Record nazionali
- 1500 m piani T54: 3'11"92  ( Nottwil, 9 giugno 2024)
- 5000 m piani T54: 10'25"00  ( Nottwil, 8 giugno 2024)
- Maratona T54: 1h30'42" ( Duluth, 22 giugno 2019)

## Progressione
Statistiche ricavate da paralympic.org/athletics/rankings (al 10 settembre 2024).

### 100 m piani T54
| Stagione | Tempo | Luogo     | Data      | Rank. Mond. |
| -------- | ----- | --------- | --------- | ----------- |
| 2024     | 17"51 | Champaign | 13-4-2024 | 22ª         |
| 2023     | 17"55 | Champaign | 8-4-2023  | 20ª         |
| 2011     | 19"61 | Windsor   | 9-7-2011  | 33ª         |
| 2010     | 19"81 | Spokane   | 27-8-2010 | 33ª         |

### 400 m piani T54
| Stagione | Tempo   | Luogo        | Data      | Rank. Mond. |
| -------- | ------- | ------------ | --------- | ----------- |
| 2024     | 53"84   | Champaign    | 25-6-2024 | 7ª          |
| 2023     | 54"82   | Champaign    | 2-6-2023  | 10ª         |
| 2022     | 57"74   | Champaign    | 23-4-2022 | 10ª         |
| 2021     | 59"34   | Arbon        | 21-5-2021 | 27ª         |
| 2019     | 56"10   | Nottwil      | 26-5-2019 | 9ª          |
| 2018     | 55"93   | Nottwil      | 31-5-2018 | 9ª          |
| 2014     | 58"16   | Indianapolis | 28-6-2014 | 8ª          |
| 2013     | 1'02"68 | Atlanta      | 5-7-2013  | 19ª         |
| 2012     | 1'03"34 | Indianapolis | 1-7-2012  | 29ª         |
| 2011     | 1'07"89 | Miramar      | 19-6-2011 | 48ª         |
| 2010     | 1'06"16 | Windsor      | 10-7-2010 | 27ª         |

### 800 m piani T54
| Stagione | Tempo   | Luogo        | Data      | Rank. Mond. |
| -------- | ------- | ------------ | --------- | ----------- |
| 2024     | 1'43"24 | Nottwil      | 9-6-2024  | 2ª          |
| 2023     | 1'42"95 | Nottwil      | 25-5-2023 | 2ª          |
| 2022     | 1'45"41 | Nottwil      | 26-5-2022 | 1ª          |
| 2021     | 1'44"43 | Tokyo        | 29-8-2021 | 3ª          |
| 2019     | 1'44"14 | Arbon        | 2-6-2019  | 5ª          |
| 2018     | 1'45"10 | Nottwil      | 25-5-2018 | 2ª          |
| 2017     | 1'48"71 | Arbon        | 25-5-2017 | 4ª          |
| 2016     | 1'50"57 | Charlotte    | 2-7-2016  | 11ª         |
| 2015     | 1'46"16 | Arbon        | 7-6-2015  | 4ª          |
| 2014     | 1'49"62 | Indianapolis | 28-6-2014 | 3ª          |
| 2013     | 2'04"28 | San Antonio  | 16-6-2013 | 17ª         |
| 2012     | 2'04"11 | Indianapolis | 1-7-2012  | 26ª         |
| 2011     | 2'12"71 | Windsor      | 9-7-2011  | 35ª         |
| 2010     | 2'19"93 | Miramar      | 18-6-2010 | 29ª         |

### 1500 m piani T54
| Stagione | Tempo   | Luogo        | Data      | Rank. Mond. |
| -------- | ------- | ------------ | --------- | ----------- |
| 2024     | 3'05"79 | Nottwil      | 8-6-2024  | 1ª          |
| 2023     | 3'12"83 | Nottwil      | 27-5-2023 | 2ª          |
| 2022     | 3'15"11 | Nottwil      | 28-5-2022 | 1ª          |
| 2021     | 3'19"88 | Arbon        | 21-5-2021 | 2ª          |
| 2019     | 3'18"73 | Arbon        | 1-6-2019  | 4ª          |
| 2018     | 3'14"32 | Nottwil      | 26-5-2018 | 2ª          |
| 2017     | 3'17"98 | Arbon        | 27-5-2017 | 3ª          |
| 2016     | 3'19"16 | Nottwil      | 26-5-2016 | 3ª          |
| 2015     | 3'23"23 | Arbon        | 7-6-2015  | 2ª          |
| 2014     | 3'26"08 | Indianapolis | 28-6-2014 | 3ª          |
| 2013     | 3'42"84 | Atlanta      | 5-7-2013  | 16ª         |
| 2012     | 3'51"02 | Walnut       | 21-4-2012 | 19ª         |
| 2011     | 4'25"20 | Windsor      | 9-7-2011  | 32ª         |

### 5000 m piani T54
| Stagione | Tempo    | Luogo        | Data      | Rank. Mond. |
| -------- | -------- | ------------ | --------- | ----------- |
| 2024     | 10'25"00 | Nottwil      | 8-6-2024  | 1ª          |
| 2023     | 10'53"33 | Nottwil      | 26-5-2023 | 6ª          |
| 2022     | 10'38"46 | Nottwil      | 29-5-2022 | 1ª          |
| 2021     | 10'52"57 | Tokyo        | 28-8-2021 | 1ª          |
| 2019     | 10'59"28 | Nottwil      | 26-5-2019 | 3ª          |
| 2018     | 11'22"58 | Nottwil      | 27-5-2018 | 2ª          |
| 2017     | 11'03"36 | Arbon        | 25-5-2017 | 2ª          |
| 2016     | 11'16"04 | Indianapolis | 5-6-2016  | 3ª          |
| 2015     | 11'05"10 | Arbon        | 6-6-2015  | 4ª          |
| 2014     | 11'14"79 | Indianapolis | 28-6-2014 | 3ª          |
| 2013     | 12'14"49 | Indianapolis | 2-5-2013  | 9ª          |
| 2012     | 12'53"31 | Indianapolis | 1-7-2012  | 14ª         |

### Mezza maratona T54
| Stagione | Tempo  | Luogo | Data       | Rank. Mond. |
| -------- | ------ | ----- | ---------- | ----------- |
| 2023     | 46'51" | Ōita  | 19-11-2023 | 1ª          |
| 2022     | 47'55" | Ōita  | 20-11-2022 | 1ª          |

### Maratona T54
| Stagione | Tempo    | Luogo          | Data       | Rank. Mond. |
| -------- | -------- | -------------- | ---------- | ----------- |
| 2024     | 1h41'35" | Tokyo          | 3-3-2024   | 4ª          |
| 2023     | 1h34'31" | Berlino        | 24-9-2023  | 3ª          |
| 2022     | 1h36'51" | Berlino        | 25-9-2022  | 2ª          |
| 2021     | 1h41'04" | Tokyo          | 5-9-2021   | 6ª          |
| 2019     | 1h30'42" | Duluth         | 22-6-2019  | 1ª          |
| 2018     | 1h41'44" | Berlino        | 16-9-2018  | 3ª          |
| 2017     | 1h33'17" | Boston         | 17-4-2017  | 3ª          |
| 2016     | 1h38'47" | Rio de Janeiro | 18-9-2016  | 6ª          |
| 2015     | 1h46'24" | Duluth         | 20-6-2015  | 3ª          |
| 2014     | 1h51'46" | Chicago        | 12-10-2014 | 6ª          |
| 2013     | 1h42'46" | Duluth         | 22-6-2013  | 4ª          |
| 2012     | 1h50'06" | Duluth         | 16-6-2012  | 9ª          |
| 2011     | 2h02'46" | Chicago        | 9-10-2011  | 10ª         |

## Palmarès
| Anno | Manifestazione                   | Sede           | Evento           | Risultato | Prestazione | Note                                     |
| ---- | -------------------------------- | -------------- | ---------------- | --------- | ----------- | ---------------------------------------- |
| 2012 | Giochi paralimpici               | Londra         | Maratona T54     | 8ª        | 1h58'37"    |                                          |
| 2015 | Mondiali paralimpici di maratona | Londra         | Maratona T54     | 5ª        | 1h47'06"    |                                          |
| 2015 | Campionati mondiali paralimpici  | Doha           | 800 m piani T54  | 6ª        | 1'53"47     |                                          |
| 2015 | Campionati mondiali paralimpici  | Doha           | 1500 m piani T54 | 6ª        | 3'43"62     |                                          |
| 2015 | Campionati mondiali paralimpici  | Doha           | 5000 m piani T54 | Batteria  | 12'46"90    |                                          |
| 2016 | Giochi paralimpici               | Rio de Janeiro | 800 m piani T54  | Batteria  | 1'56"42     |                                          |
| 2016 | Giochi paralimpici               | Rio de Janeiro | Maratona T54     | 7ª        | 1h38'47"    | Miglior prestazione personale            |
| 2017 | Campionati mondiali paralimpici  | Londra         | 800 m piani T54  | 6ª        | 1'53"62     |                                          |
| 2017 | Campionati mondiali paralimpici  | Londra         | 5000 m piani T54 | 6ª        | 12'34"71    |                                          |
| 2019 | Campionati mondiali paralimpici  | Dubai          | 400 m piani T54  | 6ª        | 57"57       |                                          |
| 2019 | Campionati mondiali paralimpici  | Dubai          | 800 m piani T54  | Bronzo    | 1'49"21     |                                          |
| 2019 | Campionati mondiali paralimpici  | Dubai          | 1500 m piani T54 | 4ª        | 3'34"78     |                                          |
| 2019 | Campionati mondiali paralimpici  | Dubai          | 5000 m piani T54 | Bronzo    | 12'15"57    |                                          |
| 2021 | Giochi paralimpici               | Tokyo          | 800 m piani T54  | Bronzo    | 1'44"43     | Miglior prestazione personale stagionale |
| 2021 | Giochi paralimpici               | Tokyo          | 1500 m piani T54 | 9ª        | 3'35"53     |                                          |
| 2021 | Giochi paralimpici               | Tokyo          | 5000 m piani T54 | Oro       | 10'52"57    | Record paralimpico                       |
| 2021 | Giochi paralimpici               | Tokyo          | Maratona T54     | 6ª        | 1h41'04"    | Miglior prestazione personale stagionale |
| 2023 | Campionati mondiali paralimpici  | Parigi         | 5000 m piani T54 | Bronzo    | 11'09"14    |                                          |
| 2024 | Giochi paralimpici               | Parigi         | 800 m piani T54  | Bronzo    | 1'43"42     |                                          |
| 2024 | Giochi paralimpici               | Parigi         | 1500 m piani T54 | Bronzo    | 3'16"68     |                                          |
| 2024 | Giochi paralimpici               | Parigi         | 5000 m piani T54 | Argento   | 10'45"18    |                                          |
| 2024 | Giochi paralimpici               | Parigi         | Maratona T54     | Bronzo    | 1h46'29"    |                                          |

## Altre competizioni internazionali
2012
- Argento alla maratona di Chicago (T54) - 1h56'30"

2013
- 7ª alla maratona di Londra (T54) - 1h50'47"

2014
- Oro alla maratona di Los Angeles (T54) - 1h54'54"
- 4ª alla maratona di Londra (T54) - 1h51'01"
- Bronzo alla maratona di Boston (T54) - 1h38'33"

2015
- Bronzo alla maratona di Boston (T54) - 1h57'21"
- 5ª alla maratona di Londra (T54) - 1h47'06"[1]

2016
- 4ª alla maratona di Boston (T54) - 1h46'53"
- 7ª alla maratona di Londra (T54) - 1h52'50"

2017
- Bronzo alla maratona di Boston (T54) - 1h33'17"
- Bronzo alla maratona di Londra (T54) - 1h47'37"

2018
- 5ª alla maratona di Tokyo (T54) - 1h54'02"
- Argento alla maratona di Boston (T54) - 2h20'01"
- Bronzo alla maratona di Londra (T54) - 1h43'00"
- Bronzo alla maratona di Chicago (T54) - 1h44'48"

2019
- Bronzo alla maratona di Tokyo (T54) - 1h54'32"
- 4ª alla maratona di Chicago (T54)
- Bronzo alla maratona di New York (T54) - 1h51'37"

2022
- Argento alla maratona di Londra (T54) - 1h42'21"
- Bronzo alla maratona di Berlino (T54) - 1h36'51"
- Oro alla maratona di Chicago (T54) - 1h45'48"
- Oro alla maratona di New York (T54) - 1h42'43"

2023
- Oro alla maratona di Boston (T54) - 1h41'45"